# 分生孢子

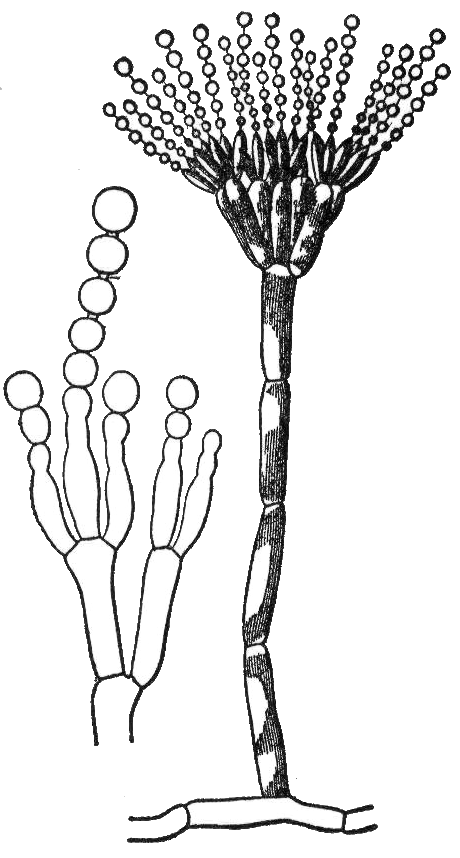
在分生孢子梗上的分生孢子

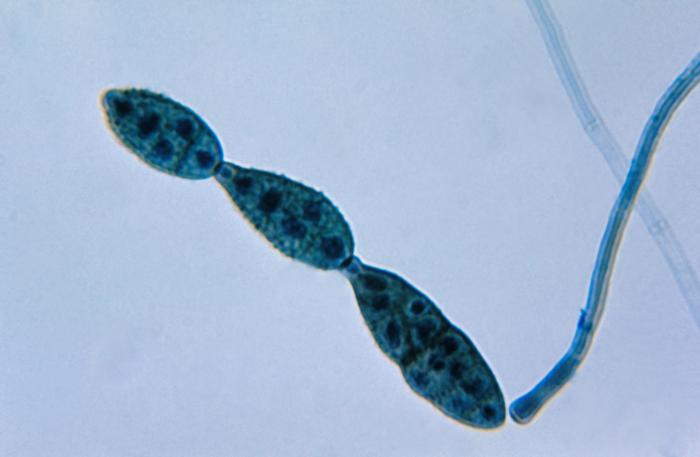
鏈隔孢菌屬的鏈狀分生孢子

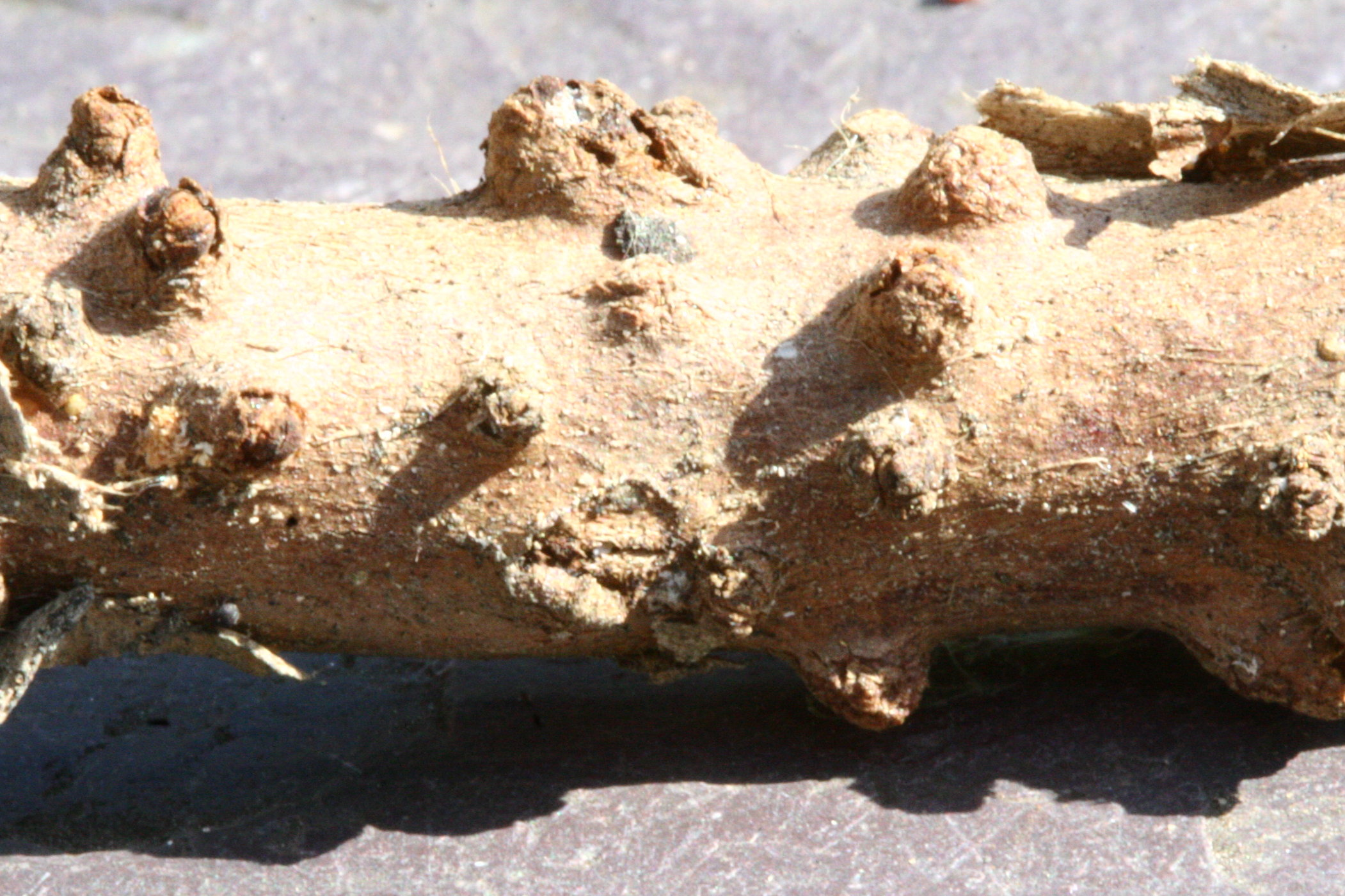
Conidiomata of Cypress canker (probably Seiridium cardinale) erupting on a Thuja twig

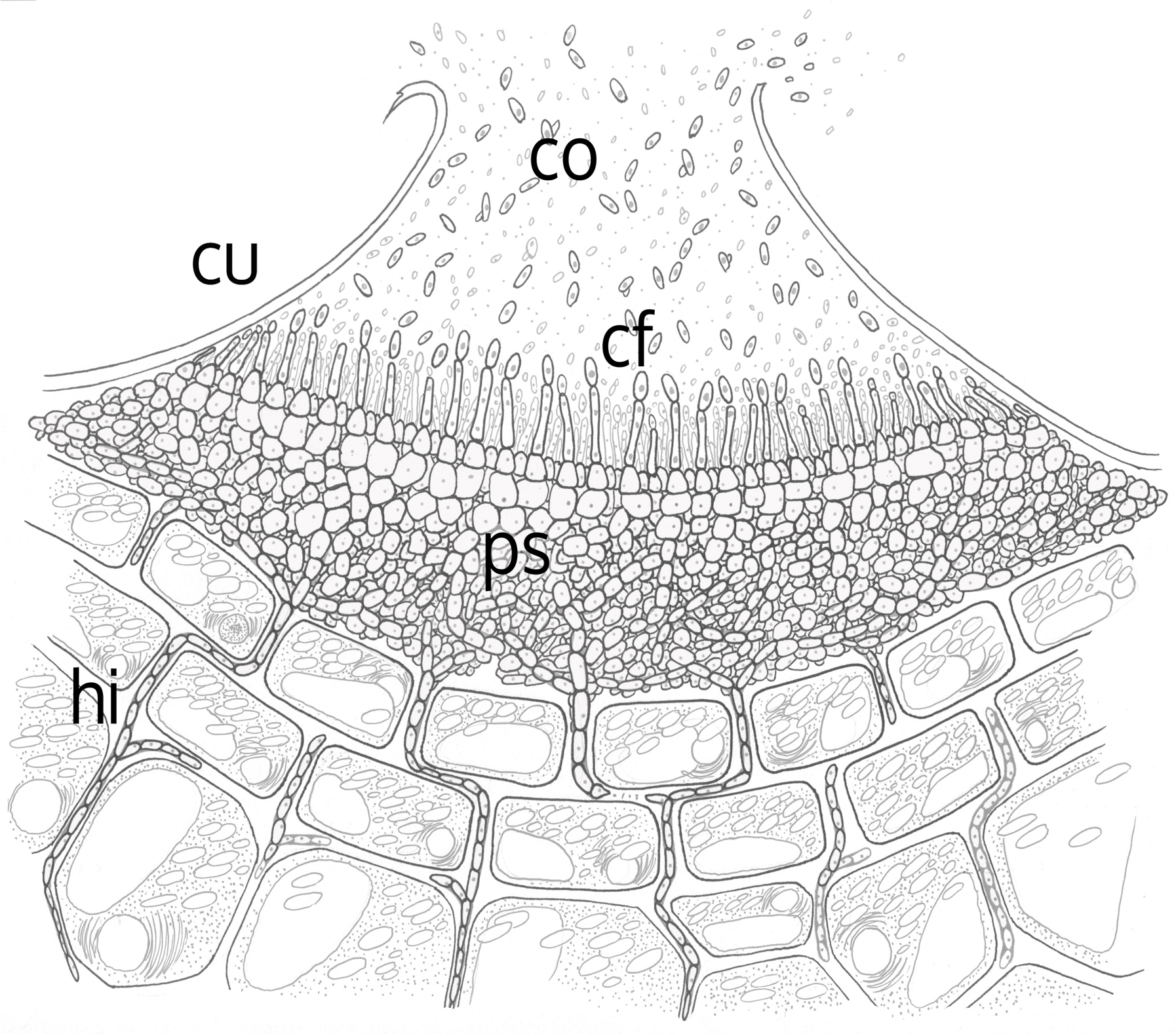
分生孢子盤型態
cu: 表皮, co: 分生孢子, cf: 分生孢子梗, ps: 假薄壁組織基座, hi: 菌絲.

分生孢子（Conidium、複數為Conidia）有時又被稱作厚壁孢子或厚壁分生孢子，是一種無性、且不會移動的真菌孢子。其名稱取自於古希臘文的土壤κόνις kónis，也稱有絲分裂孢子，因其是經由有絲分裂產出。新分裂出的兩個單倍體個體在基因上和母細胞是相同的，如果環境允許的話可以，分裂出的兩個單倍體孢子可以繼續發展兩個獨立的真菌個體。
許多子囊菌門真菌無性生殖的方式是藉由特化的分生孢子梗上產出分生孢子。在20世紀分子技術尚未成熟之前，特化的分生孢子梗在形態學上常常用以區分各種真菌種類。
小分子孢子和多細胞分生孢子有時也被用來形容分生孢子。

## 產孢方式
有兩種主要的產孢方式。
- Blastic :在孢子和菌絲分離之前，已有部分細胞先特化成孢子，而非整個細胞都特化成孢子。
- Thallic : 在細胞間形成隔間，而後使這些隔間成為孢子。

### 分生孢子的發芽
分生孢子在特殊情況下可能會有萌芽管或是分生孢子接合管的構造。這兩種特殊構造是由分生孢子所形成的。萌芽管會從菌絲或是菌絲體長出。分生孢子接合管不論在形態上或是生理功能上都和萌芽管不同。在分生孢子誘發生成分生孢子接合管後，分生孢子結合管會向分生孢子生長，並結合。一旦發生結合，細胞核就可以通過分生孢子結合管。這是真菌營養生長和無性生殖的過程。細胞結合對於真菌生長過程的早期似乎非常重要。這種過程被發現在73種不同的真菌種類中。

### 釋放分生孢子之構造
分生孢子梗是真菌用以散佈植物病原體的重要工具。在一些例子中，直徑約一厘米且包含大量分生孢子的特化生殖構造會出現在植物寄主的皮下，並從植物的表皮突出後使分生孢子經由風或雨散播。其中釋放構造稱為分生孢子器。
有兩種分生孢子器，由他們的型態來區分
- pycnidia：瓶狀構造
- acervuli：較簡單的盤狀構造

瓶狀構造的分生孢子器會自行形成組織，形狀似鼓起之花瓶。孢子從頂部的小孔釋放。
盤狀構造則會出現在寄主細胞中：
- 表皮上、在植物的外層
- 表皮內、在外層細胞內
- 表皮下、在表皮底下、或寄主更深入之處

他們大多在平坦的表面發展其相對短的分生孢子梗，並產生大量的孢子。大量增生的孢子造成的壓力使表皮裂開，讓分生孢子能從組織中釋放。

## 健康議題
分生孢子是一直存在於空氣中的，但其濃度會隨著時間和季節波動。平均一個人小時會吸入40個分生孢子。
通常會認為分生孢子是無害但可以忍受高溫的，常見的真菌感染會發生在一些免疫缺陷的病人上 (通常發生於接受化療的急性白血病患,有Ｂ細胞淋巴瘤併發症的愛滋病患者、接受骨髓移植者或移植物對抗宿主疾病患者)，他們的免疫系統無法和真菌對抗，因此可能會使真菌侵入肺部，並造成嚴重的肺部感染。

## 外部連結
- Beach, Chandler B. (编). . . Chicago: F. E. Compton and Co. 1914 （英语）.